# Vasyl' Mychajlovyč Ivančuk
Vasyl' Mychajlovyč Ivančuk (in ucraino Василь Михайлович Іванчук?, traslitterato anche Vassily Ivanchuk secondo lo stile anglosassone; Kopyčynci, 18 marzo 1969) è uno scacchista ucraino.
Grande Maestro di scacchi dal 1988, ha raggiunto il suo miglior punteggio Elo nella lista FIDE dell'ottobre 2007 con 2787 punti, che lo ha reso il numero 2 della graduatoria mondiale e al primo posto in Ucraina.
Ivančuk è uno dei giocatori di punta nel mondo degli scacchi dal 1988, capace diverse volte di raggiungere il secondo posto nella classifica Elo, ma non ha mai vinto il  Campionato del mondo di scacchi assoluto. È comunque riuscito a vincere a Mosca il Campionato del Mondo di gioco Blitz nel 2007 e a Doha il Campionato del mondo rapid nel 2016.

## Gli inizi
Ivančuk si è fatto notare per la prima volta a livello internazionale vincendo il New York open del 1988 con un punteggio di 7,5 su 9, davanti a un nutrito gruppo di Grandi Maestri. È arrivato primo a pari merito nel Campionato del Mondo di scacchi juniores, ma è stato sconfitto al tie break da Joël Lautier.
Ha ottenuto il titolo di Grande maestro sempre nel 1988 e lo stesso anno è entrato nella top 10 mondiale.

## Raggiungimento dell'élite mondiale
Ha raggiunto fama scacchistica mondiale all'età di 21 anni, vincendo il torneo di Linares del 1991. Vi avevano partecipato 14 giocatori, otto dei quali nella top ten mondiale, incluso l'allora campione del mondo Garri Kasparov, mentre i restanti partecipanti erano tutti all'interno della top 50. Si è trattata di una sfida serrata tra l'ucraino e Kasparov, conclusa con la vittoria di Ivančuk per mezzo punto, grazie anche alla vittoria contro Kasparov nello scontro diretto.
Sembrava allora che Ivančuk sarebbe diventato campione del mondo, ma ciò non si è ancora verificato, benché si sia avvicinato notevolmente all'obiettivo nel 2002, raggiungendo le finali del Campionato del mondo FIDE. Nonostante sia stato quasi sempre stabilmente nella top 10 dal 1988 al 2012, raggiungendo il secondo posto diverse volte, non ha mostrato grande abilità negli incontri a due, che richiedono un approccio diverso rispetto al gioco nei tornei; questo è stato attribuito alla sua volubilità e alla sua tendenza a commettere errori decisivi in posizioni critiche.

## Sui generis

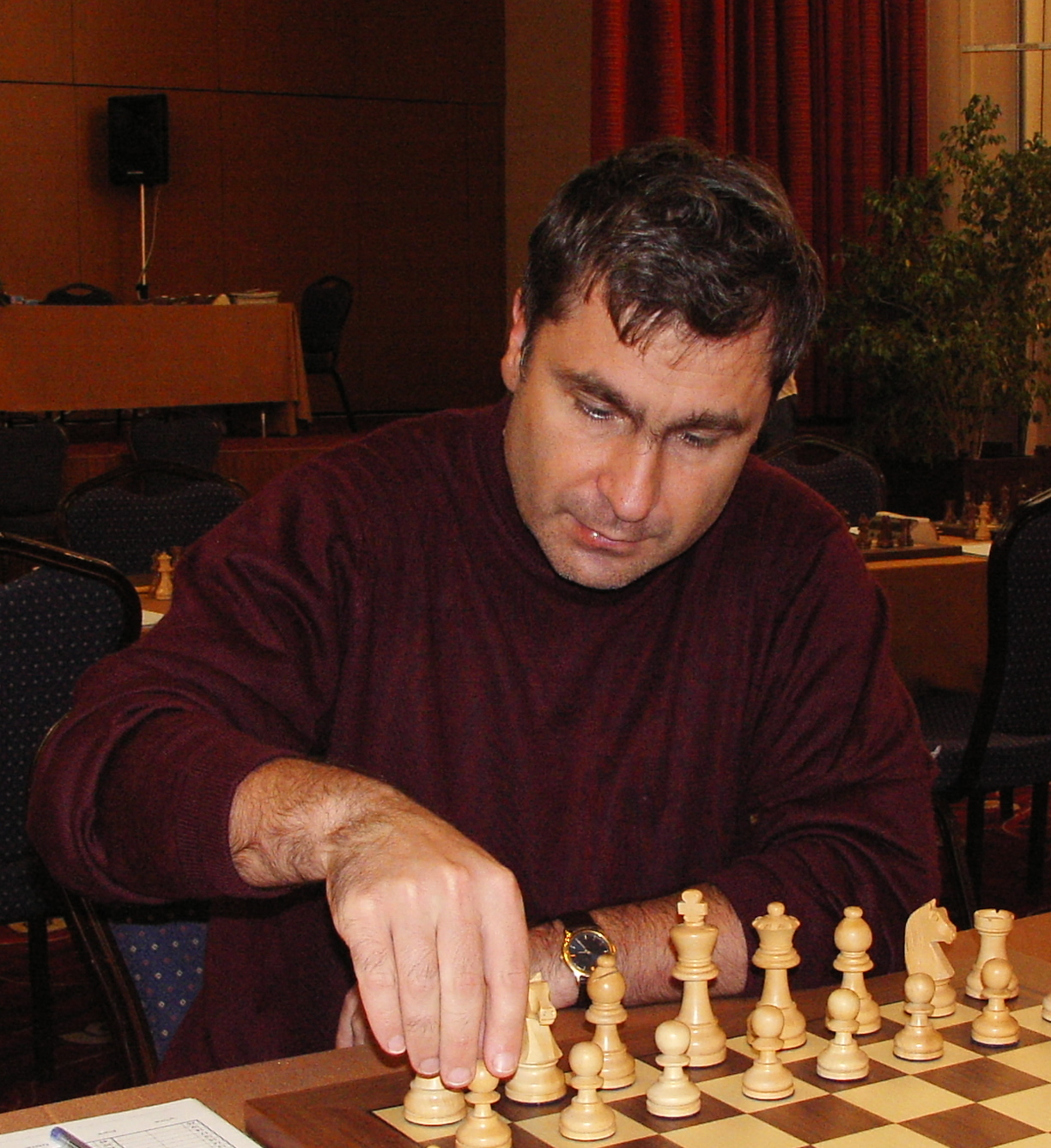
Vasyl' Ivančuk nel 2007

"Big Chucky", soprannome di Ivančuk, è stato definito da Viswanathan Anand come il giocatore più eccentrico nel mondo degli scacchi. Anand stesso lo ha descritto con ironia:
È una persona notevolmente intelligente... ma non si sa mai di che umore sarà. Un giorno ti può trattare come un fratello perduto da tempo. Il giorno successivo ti ignora completamente.
I giocatori hanno una definizione per lui. Dicono che viva sul "Pianeta Ivančuk" (risata)... L'ho visto completamente ubriaco cantare poesia ucraina e il giorno dopo l'ho sentito sostenere una conversazione in modo notevole.
Per un certo periodo ha cercato di imparare il turco. Non chiedetemi perché... Ogni giorno è una sorpresa con lui.
Quando gioca, raramente osserva la scacchiera. Fissa piuttosto il soffitto o i muri con lo sguardo perso nel vuoto (benché questa sia una cosa non rara tra i giocatori di alto livello, capaci di calcolare le varianti senza guardare la scacchiera). Il suo stile di gioco è imprevedibile e molto originale, rendendolo un avversario ostico per qualsiasi giocatore, anche
se a volte lo porta a rapide sconfitte.

## La controversia del test antidoping
Ivančuk era prima scacchiera per l'Ucraina nelle olimpiadi scacchistiche di Dresda del 2008.
All'inizio dell'ultimo turno l'Ucraina era seconda, con discrete possibilità di ottenere il primo posto. Solo una grave sconfitta contro gli USA (testa di serie numero 10) l'avrebbe esclusa dalla zona medaglie. Ivančuk fu sorteggiato per essere sottoposto a un test antidoping, da tenersi subito dopo la fine del turno.
Contro i pronostici, gli USA sconfissero l'Ucraina 3,5 a 0,5, con Ivančuk battuto da Gata Kamskij, facendo scendere l'ex repubblica sovietica al quarto posto e quindi lasciandola senza medaglia. Ivančuk era talmente sconvolto dopo la partita che è stato visto prendere a calci un grosso pilone di cemento con foga tale che i presenti si sono stupiti che non si sia rotto neppure un dito. Quando i giudici l'hanno avvicinato per chiedergli di recarsi al test, egli ha rifiutato ed è uscito infuriato dalla stanza. 
Non sostenere il test quando richiesto equivale ad essere trovato positivo e, alle regole attuali, può comportare 2 anni di sospensione dalle competizioni. La FIDE ha però dichiarato il 21 gennaio 2009 che lo stato di alterazione del giocatore al momento della richiesta di sottoporsi al test, unito al fatto che tale richiesta gli è stata fatta in inglese, cioè non nella sua lingua madre, sono elementi sufficienti a stabilire che egli non abbia inteso ciò che gli si richiedeva e non abbia volontariamente evitato il test. Di conseguenza la FIDE ha deliberato di non procedere alla sua sospensione nelle competizioni.
Rimane in ogni caso da valutare quanto il divieto sarebbe potuto rivelarsi efficace, dal momento che molti grandi tornei non sono controllati dalla FIDE e gli organizzatori di tali tornei sarebbero stati comunque liberi di invitare il giocatore ucraino.
È da notare inoltre che - da regolamento - benché né USA né Ungheria siano stati coinvolti in questo episodio, se i risultati di Ivančuk fossero stati invalidati, il bronzo statunitense avrebbe potuto essere annullato e assegnato all'Ungheria.

## Risultati nelle competizioni a squadre
Nelle competizioni internazionali a squadre Ivančuk ha giocato spesso al suo meglio. Ha partecipato a 15 Olimpiadi degli scacchi, due volte per l'Unione Sovietica (1988 e 1990) e tredici per l'Ucraina, dopo il crollo dell'Unione sovietica del 1991. Ha ottenuto un totale di 12 medaglie, ed è stato membro di quattro squadre vincitrici della medaglia d'oro (URSS nel 1988 e nel 1990, Ucraina nel 2004 e nel 2010). Su 162 partite (senza contare la partecipazione del 2018) ha ottenuto uno score del 67,7% (63 vittorie, 87 patte e 12 sconfitte).
Qui di seguito il dettaglio dei suoi risultati olimpici
.

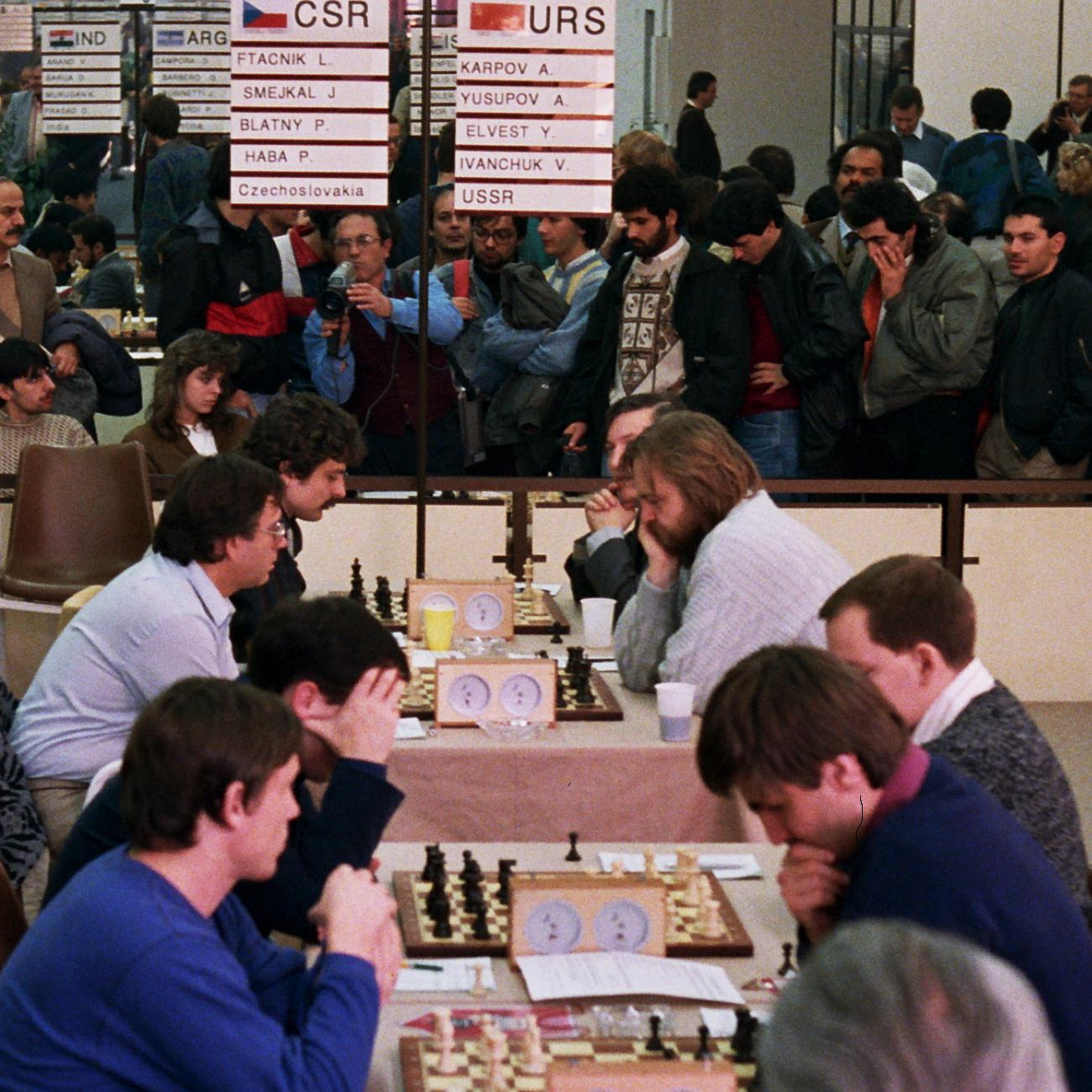
Cecoslovacchia-URSS nel 1988 a Salonicco

- Salonicco 1988, URSS, seconda riserva, 6,5 su 9 (+4 = 5 -0), oro di squadra.
- Novi Sad 1990, URSS, prima scacchiera, 7 su 10 (+5 =4 -1), oro di squadra, bronzo personale.
- Manila 1992, Ucraina, prima scacchiera, 8,5 su 13 (+6 =5 -1)
- Mosca 1994, Ucraina, prima scacchiera, 9,5 su 14 (+5 =9 -0)
- Erevan 1996, Ucraina, prima scacchiera, 8,5 11 (+6 =5 -0), argento di squadra, argento personale, performance bronzo.
- Ėlista 1998, Ucraina, prima scacchiera, 7 su 11 (+3 =8 -0), bronzo di squadra.
- Istanbul 2000, Ucraina, prima scacchiera, 9 su 14 (+4 =10 -0), bronzo di squadra.
- Bled 2002, Ucraina, seconda scacchiera,  9 su 14 (+4 = 10 -0)
- Calvià 2004, Ucraina, prima scacchiera, 9,5 su 13 (+6 =7 -0), oro di squadra, bronzo personale.
- Torino 2006, Ucraina, prima scacchiera, 8 su 13 (+4 =8 -1)
- Dresda 2008, Ucraina, prima scacchiera, 6 su 11 (+3 =6 -2)
- Chanty-Mansijsk 2010, Ucraina, prima scacchiera, 8 su 10 (+7 =2 -1), oro di squadra e personale.
- Istanbul 2012, Ucraina, prima scacchiera, 6 su 10 (+4 =4 -2), bronzo di squadra.
- Tromsø 2014, Ucraina, prima scacchiera, 4 su 9 (+2 =4 -3).
- Batumi 2018, Ucraina, prima scacchiera, 5,5 su 9 (+3 =5 -1).

Nel giugno 2024 vince con la squadra C'Chartres il Campionato francese a squadre. 

## Successi principali
Tra le numerosissime vittorie di torneo sono da citare il New York Open del 1988, Linares 1989, 1991 e 1995, Corus 1996, Montecatini nel 2000, Foros 2006 e 2007, Montréal 2007, il Capablanca Memorial per ben 8 volte: 2005, 2006, 2007, 2010, 2011, 2012, 2016 e 2019.

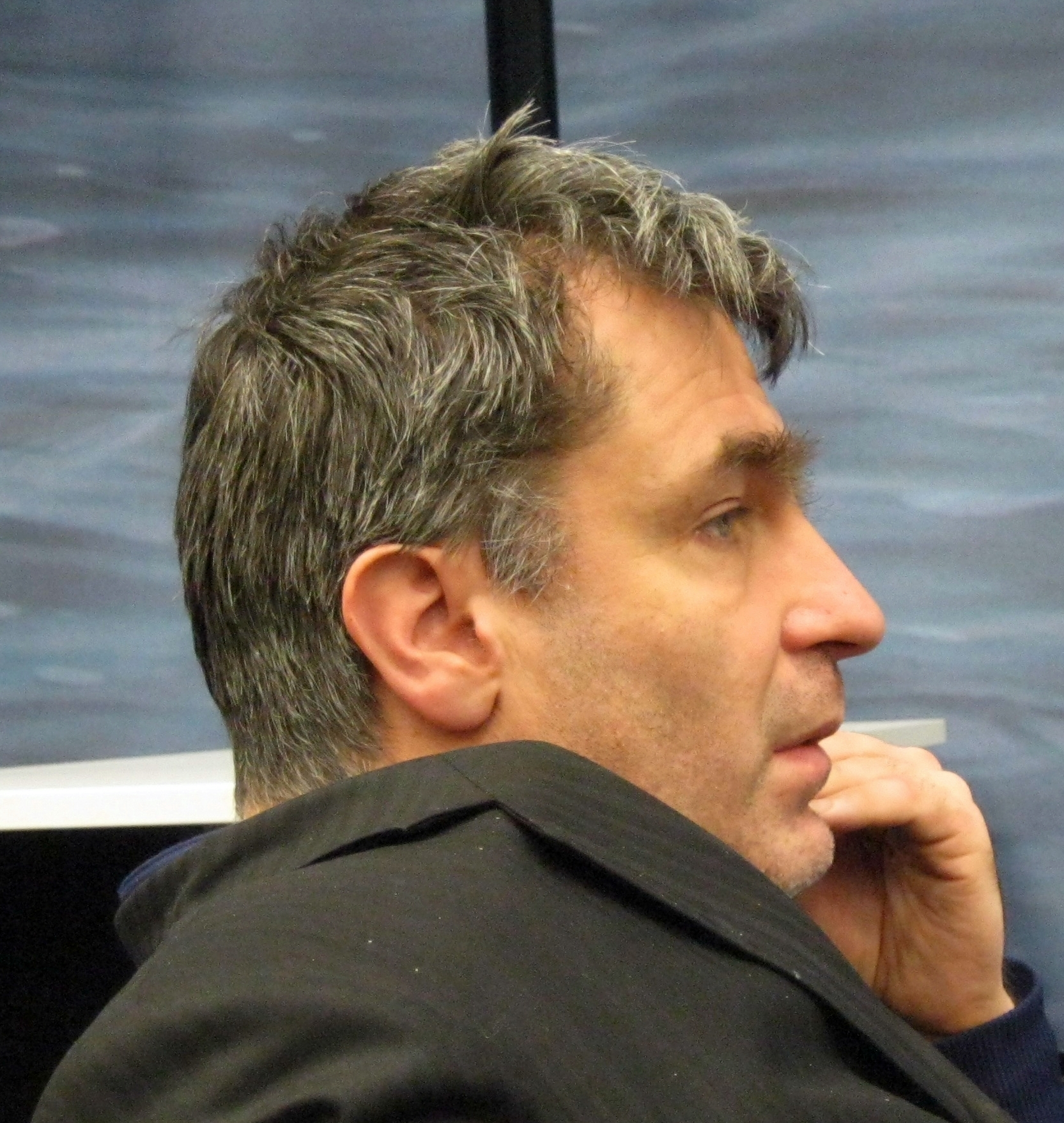
Vasyl' Ivančuk nel 2012

Ivančuk è stato sconfitto dal compatriota Ruslan Ponomarёv nella finale del Campionato del mondo di scacchi FIDE 2002. 
Nel 2004 ha vinto il campionato europeo e nel 2006 è giunto secondo nello stesso torneo.
Ha vinto il Campionato canadese open 2005 a Edmonton (a pari merito).
Nel novembre 2007 ha vinto il campionato del mondo di scacchi rapidi di Mosca, battendo il campione del mondo di scacchi classici Anand nell'ultima, decisiva, partita.
Il 28 maggio 2008 ha vinto il torneo M-Tel Master a Sofia con un risultato di 8 su 10 (sei vittorie, quattro patte e nessuna sconfitta). Nel 2008 ha anche vinto il Memorial Tal davanti a Vladimir Kramnik, Aleksandr Morozevič e Péter Lékó. Del Memorial Tal 2008 ha anche vinto il torneo rapido, tra gli altri davanti a Kramnik e Magnus Carlsen.
Nel 2009 giunge secondo per spareggio tecnico al fortissimo torneo di Linares con 8 su 14, alle spalle di Aleksandr Griščuk. In giugno ha vinto il Kings Tournament di Bazna in Romania (cat. 20, media Elo 2.729).
Nel gennaio del 2011 ha vinto il "GibTelelecom open" di Gibilterra, con 9/10 e una performance di 2968 punti Elo.
Nel settembre del 2011 arriva terzo alla Coppa del Mondo, risultato che lo ha qualificato per il torneo dei candidati 2013 di Londra.
Nell'agosto del 2015 vince a Jūrmala il Vladimir Petrov Memorial, torneo con cadenza Rapid, con 9 punti su 11.
Nel dicembre del 2015 vince ad Ashdod il torneo ACP (Association of Chess Professionals) Masters, giocato a cadenza Rapid, battendo in finale Étienne Bacrot 2,5-0,5.
Nel dicembre del 2016 a Doha vince il campionato del mondo rapid con 11 punti, superando per spareggio tecnico 
Aleksandr Griščuk e Magnus Carlsen.
Nel novembre 2017 vince a Bucarest l'11º Kings Tournament sia nella fase Rapid che Blitz,
Nel luglio 2019, dopo aver superato in semifinale Nihal Sarin per 2,5 a 1,5 viene sconfitto in finale da Parham Maghsoodloo per 1 a 3 nella 32ª edizione del Torneo Magistral Ciudad de Leon, evento disputato con la cadenza di 20+10.
Nell'aprile 2025 vince il torneo Minorca Open, imbattuto e con 8 punti su 9. 
Il 4 maggio poi si esibisce in simultanea a Ginevra vincendo 36 su 37.